# Artonis
Artonis är ett släkte av spindlar. Artonis ingår i familjen hjulspindlar.
Kladogram enligt Catalogue of Life:
| Artonis | \| \| Artonis bituberculata \| \| \| \| \| \| Artonis gallana \| \| \| \| |
|         | \| \| Artonis bituberculata \| \| \| \| \| \| Artonis gallana \| \| \| \| |
|         | Artonis bituberculata                                                     |
|         |                                                                           |
|         | Artonis gallana                                                           |
|         |                                                                           |